# یاسوئوکا شوتارو
یاسوئوکا شوتارو (به ژاپنی: 安岡 章太郎, Yasuoka Shōtarō); ۳۰ مهٔ ۱۹۲۰ – ۲۶ ژانویهٔ ۲۰۱۳) مؤلف، رمان‌نویس اهل ژاپن بود.
وی همچنین برندهٔ جوایزی همچون جایزه آکوتاگاوا و شخص افتخار فرهنگ شده‌است.